# Circo de Maxêncio

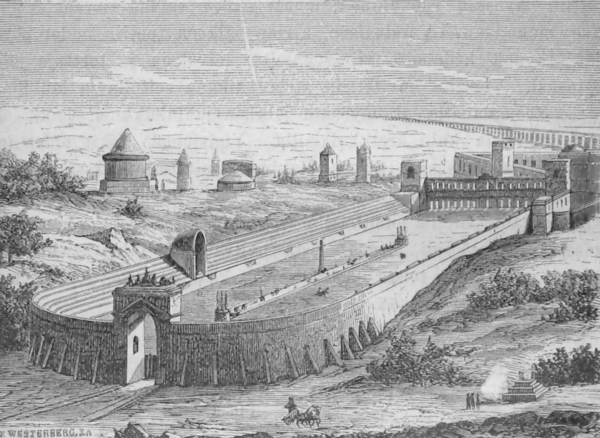
Reconstrução artística do circo

Circo de Maxêncio ou Circo de Magêncio, conhecido até o século XIX como "Circo de Caracala", é um antigo circo romano construído pelo imperador Maxêncio na Villa de Maxêncio, na Via Ápia, entre 306 e 312. O local fica entre a segunda e a terceira milha entre a basílica de San Sebastiano fuori le mura e as Catacumbas de São Sebastião e o famoso Mausoléu de Cecília Metela, que domina a colina que se ergue imediatamente para o leste do complexo. Atualmente é parte do Parco Regionale Appia Antica.

## História

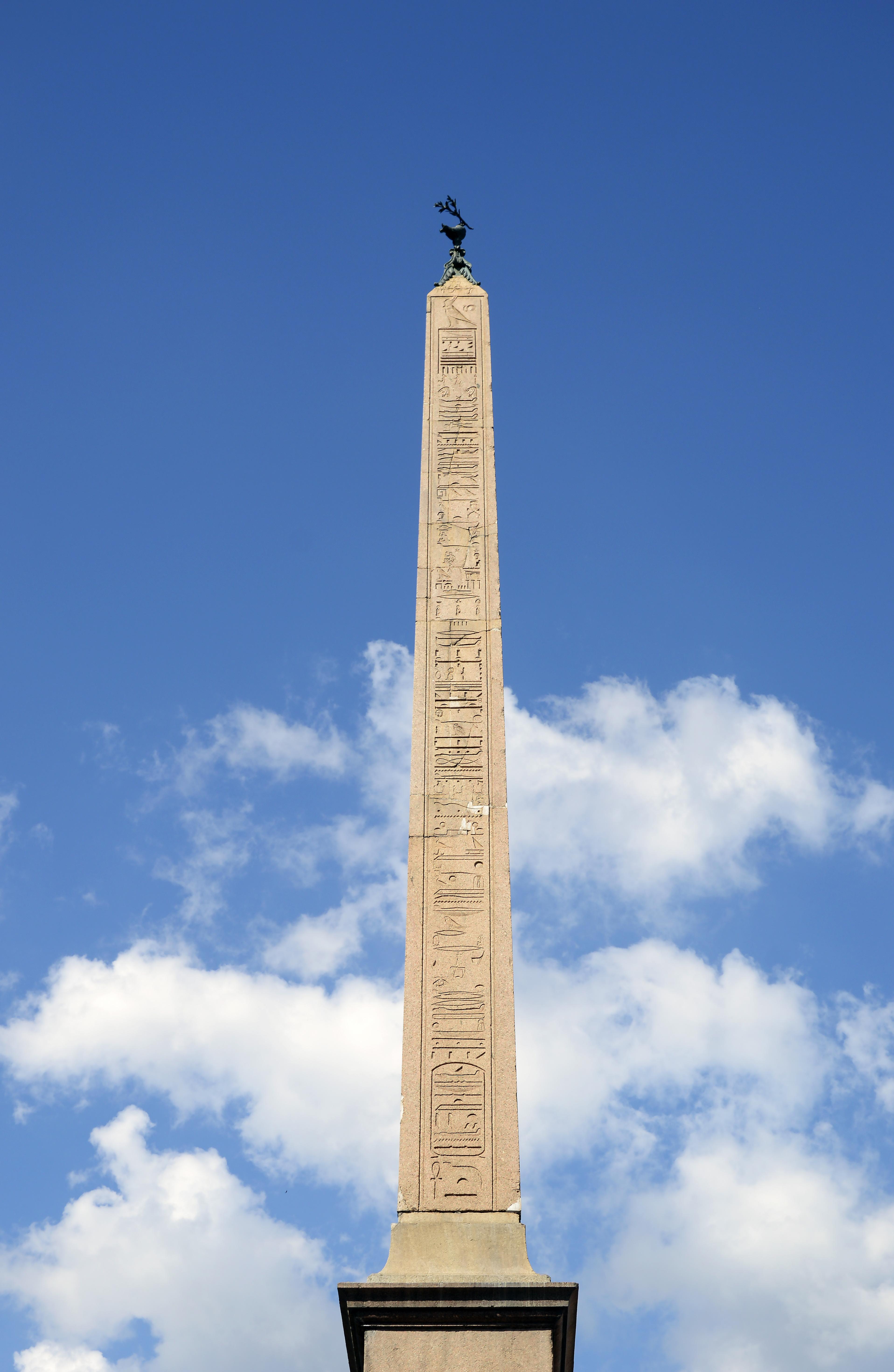
O Obelisco Agonal (ou "Obelisco de Domiciano"), atualmente na Piazza Navona, ficava na espina do circo.

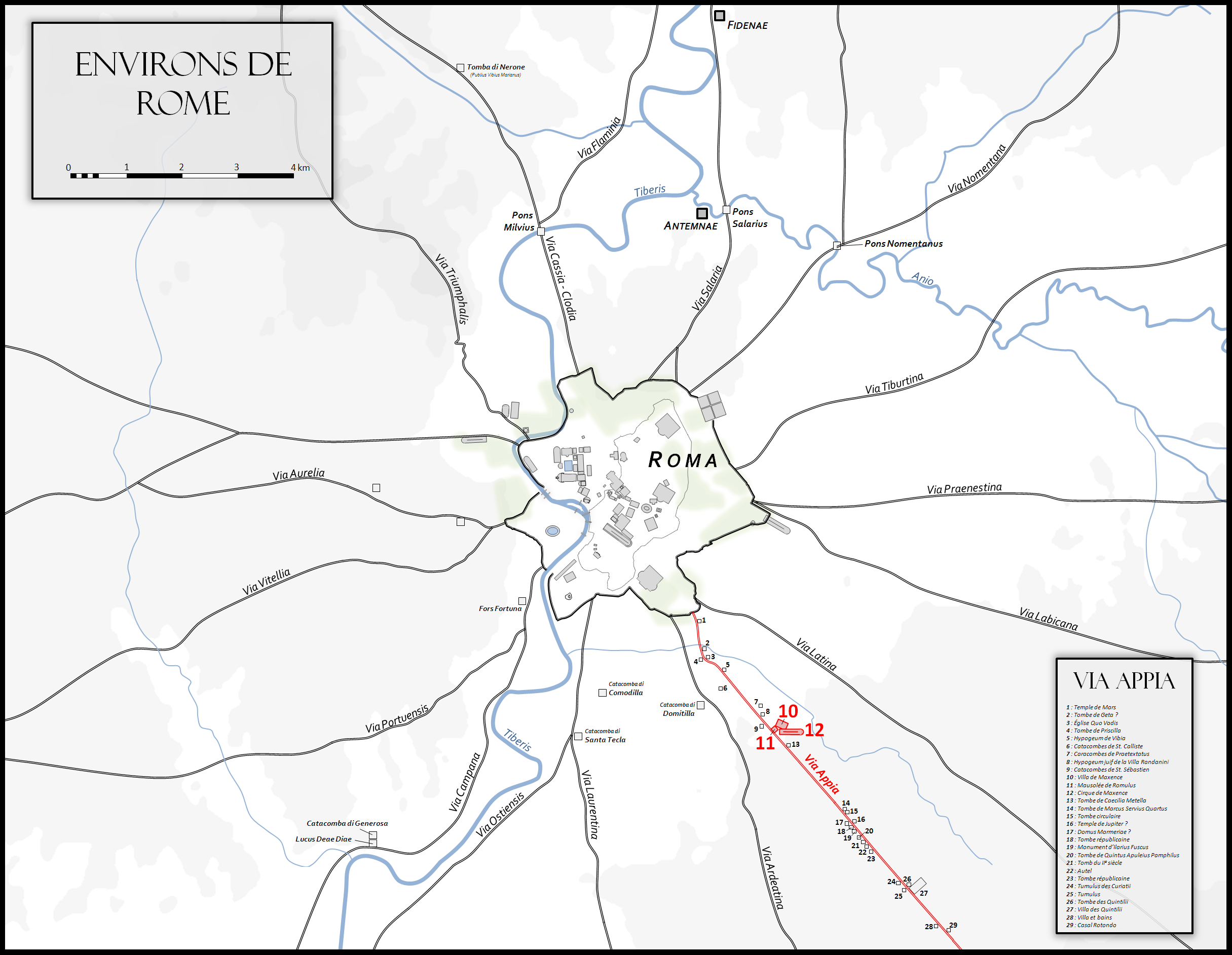
Localização do complexo da Villa de Maxêncio (em vermelho). O circo é nº 12.

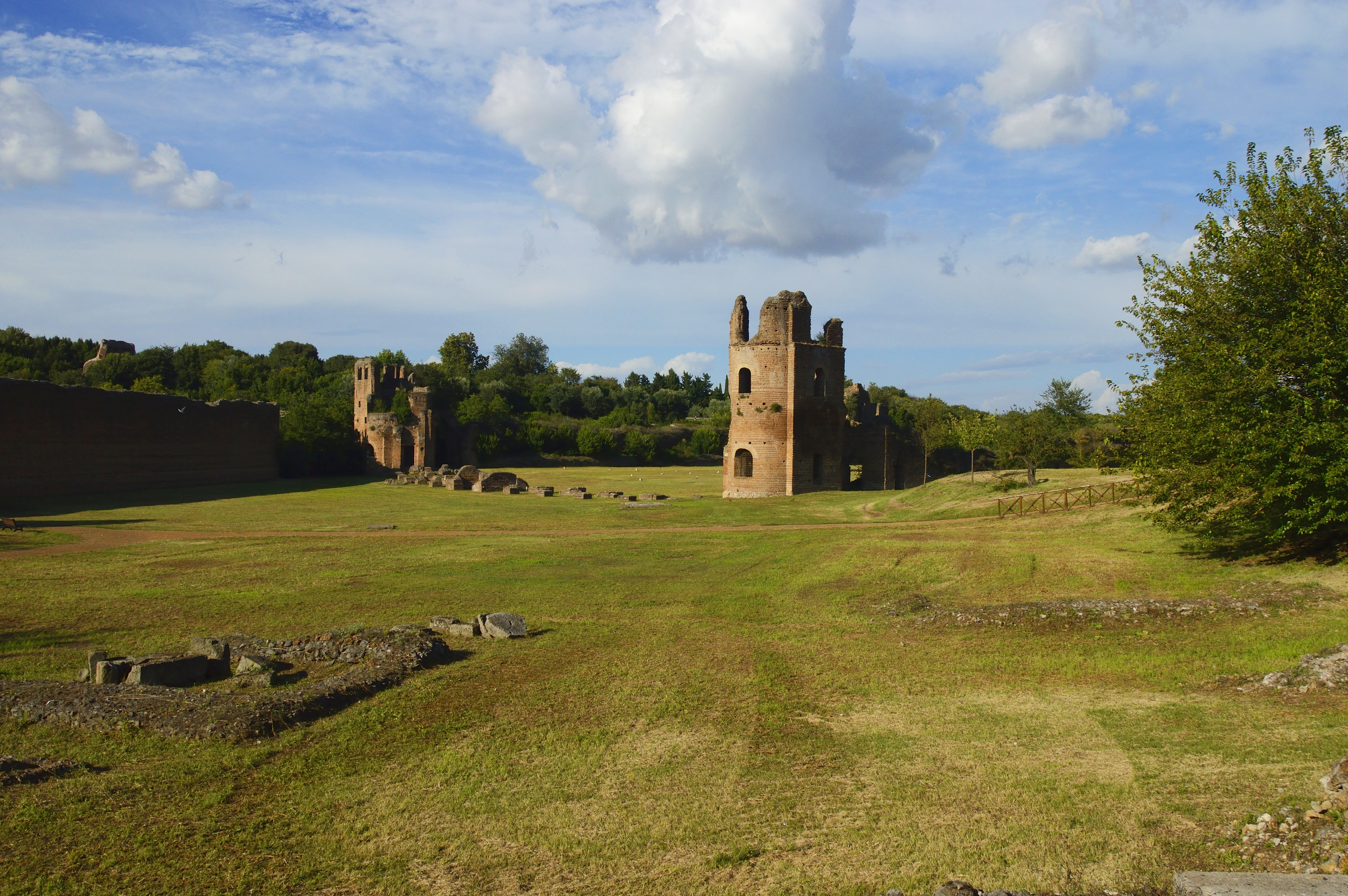
Vista da extremidade dos carceres.

O circo é o mais bem preservado de Roma e só é menor que o Circo Máximo, mas os únicos jogos que se sabe terem sido realizados no local foram os inaugurais e alguns que se acredita terem sido em honra a algum membro recém-falecido sepultado no vizinho mausoléu dinástico da família, conhecido como "Mausoléu de Rômulo", provavelmente o próprio filho de Maxêncio, Valério Rômulo, que morreu adolescente em 309. O camarote imperial (pulvinar) do circo está ligado, através de um pórtico coberto, à villa, cujos poucos restos visíveis estão escondidos atualmente por uma densa mata, com exceção de uma sala de audiências em formato de basílica cujas ruínas despontam no alto da folhagem. O complexo provavelmente não foi mais usado depois da morte de Maxêncio, em 312, e as escavações no local indicam que a pista foi coberta de areia ainda na Antiguidade.

## Descrição
O Circo de Maxêncio foi construído, como muitos outros edifícios romanos do mesmo período, em concreto revestido em opus vittatum. Os buracos que sustentavam as armações de madeira são evidentes nas paredes em muitos pontos, alguns deles a muitos metros de altura. O visitante moderno entra no circo a partir da extremidade oeste, onde os restos duas imponentes torres estão localizados. Elas abrigavam o mecanismo que levantava os carceres (portões de largada), posicionados numa curva entre as duas. Uma vez fora dos carceres, as bigas corriam pela pista, cujos 503 metros de comprimento ainda são visíveis. Ela foi escavada no século XIX por Antonio Nibby, cuja descoberta de uma inscrição dedicada ao "divino Rômulo" levou os arqueólogos a identificarem positivamente o local como sendo o Circo de Maxêncio.
A espina, a barreira que marca o meio da pista, tem exatamente mil pés romanos (296 metros) de comprimento e provavelmente era originalmente revestida de mármore com muitos ornamentos, incluindo cones, metas e obeliscos. No centro ficava o Obelisco de Domiciano, que Maxêncio presumivelmente trouxe do Iseu como parte das homenagens a seu filho. Coberto por hieróglifos e quebrado em cinco partes, este obelisco foi muito discutido durante o Renascimento e sua imagem foi gravada entre outros por Etienne du Perac. O colecionador Thomas Howard, 21º earl de Arundel, pagou um depósito por estes pedaços na década de 1630 e tentou levá-los para Londres, mas o papa Urbano VIII proibiu a transação e seu sucessor, Inocêncio X, ordenou que ele fosse erigido na Fontana dei Quattro Fiumi, na Piazza Navona, por Bernini.
As paredes exteriores da pista foram projetadas para estarem mais distantes no começo da pista para permitir que os corredores se espalhassem antes de encontrarem a espina e no ponto da curva, acomodando o círculo de curva das bigas. Na extremidade leste da pista está um pequeno arco triunfal no qual está visível o trabalho em opus vittatum. O camarote dos juízes ficava localizado a cerca de dois-terços do caminho do lado sul da pista, de onde eles podiam ver claramente a linha de chegada. O camarote imperial (pulvinar), cujos restos também são visíveis, ficava na posição usual, no meio do lado norte. Diretamente em frente ao pulvinar, na parede sul da pista, havia um pequeno arco através do qual era visível o Mausoléu de Cecília Metela. Do camarote, o túmulo podia ser visto por inteiro e já se propôs que o circo, que está posicionado de forma curiosa em relação a outras estruturas contemporâneas e já existentes, foi propositalmente girado para integrar o túmulo ao esquema arquitetural do complexo.
O circo está atualmente sob os cuidados da Soprintendenza Archeologica di Roma e está aberto ao público.